# غلامرضا گرزین
غلامرضا گرزین (۱۳۴۱ در سوادکوه) نماینده دوره ششم مجلس شورای اسلامی از حوزه انتخابی شهرستان‌های قائمشهر، جویبار و سوادکوه بود.

## مسئولیت‌ها
- نماینده دوره ششم مجلس شورای اسلامی
- مدیر کل ارزشیابی و بازرسی استانداری مازندران[۲]
- عضو هییت مدیره و معاون بازرگانی شرکت سرمایه‌گذاری نفت و گازو پتروشیمی تأمین (تاپیکو)
- مدير عامل شركت نفت پاسارگاد (بزرگترين توليد كننده قير خاورميانه)
- عضو شورای فرماندهی لشکر۲۵ کربلا
- جانشین تیپ کوماندویی مالک اشتر
- مدیر عامل پتروشیمی پاسارگاد
- عضو هیئت مدیره پتروشیمی شازند
- عضو هیئت رئیسه مجلس ششم
- نایب رئیس فراکسیون امنیت ملی مجلس

## رد صلاحیت
گرزین یکی از نمایندگانی بود که در دوره هفتم مجلس شورای اسلامی رد صلاحیت شد و در تحصن در صحن مجلس ششم حضور داشت.